# William Heard Kilpatrick

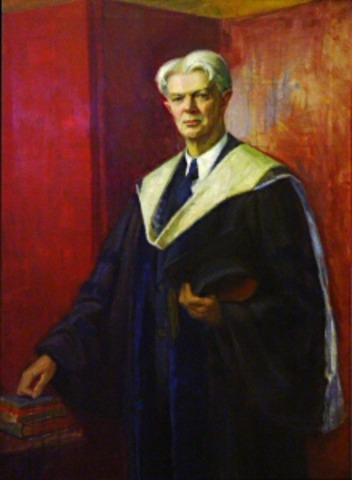
William Heard Kilpatrick

William Heard Kilpatrick (White Plains, 20 november 1871 - New York, 13 februari 1965) was een Amerikaanse pedagoog en leerling, collega en opvolger van John Dewey.

## Levensloop
Kilpatrick was de zoon van een predikant van een baptistengemeente. Na zijn studie aan het Baptist College, nu de Mercer University en een half jaar graduate studie aan de Johns Hopkins University, werd hij leraar wiskunde op de middelbare school en later aan de Mercer University.
Na een ontmoeting met John Dewey, zomer 1898, tijdens een pedagogiek seminar aan de Universiteit van Chicago, ging Kilpatrick zich interesseren in pedagogiek. In 1907 ging hij aan het werk bij het Teachers College van de Columbia-universiteit en had hij een tweede en cruciale ontmoeting met Dewey.
Kilpatrick besloot zich te gaan richten op de filosofie van het onderwijs, en volgde alle cursussen van Dewey. Hieruit groeide een vriendschap die duurde tot de dood van Dewey, waarbij ze beiden toch verschillende pedagogische opvattingen behielden.

## Werk

### Project-methode
Rond 1915 ontwikkelde Kilpatrick een eigen versie van projectonderwijs, die hij de "project-methode" noemde. Zijn aanpak verschilde fundamenteel van het wijze van onderwijs, die architecten en ingenieurs sinds de 18e eeuw aanboden aan hogescholen en universiteiten in Italië, Frankrijk en Duitsland, en van de aanpak als van Calvin M. Woodward (1887) Charles R. Richards (1900) en Rufus W. Stimson (1912), die sinds het einde van de 19e eeuw op Amerikaanse lagere scholen en highschools werden toegepast.
In tegenstelling tot wat veel mensen denken, hebben het project-concept van Dewey en Kilpatrick niets gemeen met elkaar. Dewey en zijn voorgangers, Woodward en Richards, behandelde het project als een "methode van het onderwijs", die gericht is op "praktische, constructieve actie" en "probleemoplossen". Kilpatrick definieerde daarentegen het project als een "filosofie van het onderwijs". Hij meende, dat de rol van de docent meer diende te zijn als een "gids" in plaats van een autoriteit. Kinderen zouden hun eigen leren zelf richting moeten geven naar hun eigen interesses, en zouden vrij gelaten moeten worden om hun omgeving te onderzoeken en te leren kennen door hun eigen natuurlijke zinnen.

### Filosofie
Op het gebied van de filosofie was Kilpatrick in navolging van Dewey een aanhanger van de stroming van het Amerikaanse pragmatisme. Ten opzichte van Dewey pleitte hij echter voor een sterkere maatschappelijke oriëntatie. Hij meende dat filosofie zich diende te richten op het onderzoek naar het echte leven in een democratie. De democratie op zijn beurt bood de mens een zinvol bestaan. Vertaald naar het onderwijs betekent dit dat het sociale leven aan de basis diende te staan van het onderwijs.
De bijzondere maatschappelijke oriëntatie van de filosofie Kilpatrick is ingegeven door de politieke situatie van de VS in de jaren 1920. In deze tijd ontmoetten een groot aantal verschillende sociale en culturele lagen elkaar in dezelfde habitat en zij streefden naar een gelijkwaardig recht op leven. Dit zou door politieke planning gerealiseerd moeten worden.